# Malletia abyssopolaris
Malletia abyssopolaris är en musselart som beskrevs av A. H. Clarke 1960. Malletia abyssopolaris ingår i släktet Malletia och familjen Malletiidae. Inga underarter finns listade i Catalogue of Life.